# 정철염
정철염(鄭鐵艶, 1817년 ~ 1846년 9월 20일)은 조선의 천주교 박해 때에 순교한 한국 천주교의 103위 성인 중에 한 사람이다. 세례명은 카타리나(Catharina)이다.
그녀는 1846년 7월 11일에 현석문 가롤로의 집에서 세 명의 교우 여성과 함께 체포되었다.

## 생애
정철염은 경기도 수원에서 천주교 신자인 한 하녀에게서 태어났다. 어떤 기록에서는 그녀는 유아세례를 받았다고 하며, 다른 기록에서는 16세나 18세 경에 천주교 신자가 되었다고 한다. 그녀의 성격은 온화했지만, 심성은 매우 용감했다.
그녀가 20세 되던 때에, 그녀의 주인은 그녀에게 미신적인 동지날 행사에 참석하기를 강요했지만, 그녀는 그것을 거절했다. 그녀의 주인은 화가 나서 그녀의 팔을 뒤로 묶고는 그녀를 불로 지지고 끌어낸 다음에 그녀가 기절할 때까지 혹독하게 때렸다. 이듬해 봄에도 같은 사건이 일어났다. 그녀는 다시 상처투성이가 되었다. 그녀의 얼굴은 핼쓱하게 변했고, 그녀는 고된 노동을 할 수 없었다.
그녀는 상처가 회복되고, 한양으로 올라가 한 교우의 집에 숨어 살았다. 그녀는 1845년에 김대건 안드레아 신부의 가사도우미가 되었다. 이듬해 5월 김 신부가 체포되자, 정철염은 현석문 가롤로가 새로 이사한 집에 피신해 있다가 7월 11일에 현석문과 우술임 수산나, 김임이 테레사 그리고 이간난 아가타와 함께 체포되었다. 관찬 기록에 따르면 그 신심 깊은 여성들은 가혹한 고문을 받았지만, 그들 중 누구도 배교치 않았다고 한다.
그들은 두 달 이상을 수감되어 있었다. 1846년 9월 20일은 일곱 명의 순교자들에게 영광스러운 날이었다. 관찬 기록에 따르면, 그들은 가혹한 심문과 고문을 받았고 그들의 몸은 만신창이가 되었지만, 그들은 결코 그들의 신앙을 부정하지 않았다고 한다. 따라서, 그들은 장살형 또는 교수형으로 죽음을 맞이했다. 정철염이 순교하던 때, 그녀의 나이는 30세였다.

## 시복 · 시성
정철염 카타리나는 1925년 7월 5일에 성 베드로 광장에서 교황 비오 11세가 집전한 79위 시복식을 통해 복자 품에 올랐고, 1984년 5월 6일에 서울특별시 여의도에서 한국 천주교 창립 200주년을 기념하여 방한한 교황 요한 바오로 2세가 집전한 미사 중에 이뤄진 103위 시성식을 통해 성인 품에 올랐다.

## 참고 문헌
- 가톨릭 사전: 정철염
- Catholic Bishop's Conference Of Korea. 103 Martryr Saints: 정철염 가타리나 Catharina Chong Chor-yom 보관됨 2019-11-15 - 웨이백 머신